# El golpe de estado
El golpe de estado és la segona part del documental xilè La batalla de Chile, dirigit per Patricio Guzmán, sent una de les últimes pel·lícules o documentals de Xile en el format "blanc i negre".
Va ser presentat en el "One World Film Festival" i en el "Litomerice Film Festival", tots dos de la República Txeca, també al "Rio de Janeiro International Film Festival" del Brasil. L'1 d'abril de 1996 i el 28 d'agost de 2004 el seu format va ser reactualizado. Igual que l'anterior, va ser traduït a diversos idiomes i estrenat en diversos països del món. En Xile, la segona part d'aquesta trilogia va ser estrenada l'1 d'abril de 1996.

## Sinopsi
Aquí es mostra el que ocorre en Xile entre març i setembre de 1973. Els opositors d'esquerra i dreta, s'enfronten als carrers, en el treball, a les fàbriques, ls tribunals, i fins i tot, en el parlament. Salvador Allende tracta de comportar un acord amb les forces del centre polític, la Democràcia Cristiana, però això no s'aconsegueix.
A Valparaíso els militars preparen i planifiquen el cop d'estat, secundat per un ampli sector de la classe mitjana, creant un clima de guerra civil al país. Dies abans del cop d'estat, un milió de simpatitzants s'acomiada del pròxim enderrocat president, Salvador Allende.

## Elenc
- Patricio Guzmán com a Narrador